# Trencsénsztankóc
Trencsénsztankóc (szlovákul Trenčianske Stankovce) község Szlovákiában, a Trencséni kerületben, a Trencséni járásban. Kisszaniszló, Nagyszaniszló, Rozvád és Vágszállás egyesítésével jött létre.

## Fekvése
Trencséntől 8 km-re délre fekszik.

## Története
A község területén már a történelem előtti időkben is éltek emberek. Ezt bizonyítják a Nagyszaniszló és Vágszállás területén, a Dlhé és Krátke Hradištia nevű településrészen talált régészeti leletek, melyek egykori erődített településre utalnak.
Sztankóc első írásos említése „possessio Stanuk” néven 1345-ből származik. Az egykor egységes település a 15. században két falura oszlott, Nagy- és Kissztankócra.
A település nevének eredete a szláv Stanislav névre megy vissza, melyet később Szaniszló névre magyarosítottak. Sztankóc kezdetben a helyi nemes Sztankóczi család birtoka volt, majd kihalásuk után a Bársony, Kolocsanyi, Ruttkay, Décsi, Ottlik, Szilvay és Tersztyánszky családoké. Később a trencséni váruradalom része lett.
Rozvádot 1212-ben „terra Rozowag” néven említik először írásban. Vágszállás első írásos említése 1403-ban „Zedlysna” alakban történt.
A trianoni békéig valamennyi falu Trencsén vármegye Trencséni járásához tartozott.
A négy települést 1972-ben egyesítették.

## Népessége
| Év:            | 1994. | 2004.    | 2014.   | 2024.   |
| -------------- | ----- | -------- | ------- | ------- |
| Emberek száma: | 2676  | 2998     | 3155    | 3404    |
| Eltérés:       |       | +12,03 % | +5,23 % | +7,89 % |

| Év:            | 2023. | 2024.   |
| -------------- | ----- | ------- |
| Emberek száma: | 3435  | 3404    |
| Eltérés:       |       | -0,90 % |

1980-ban 2536 lakosából 2522 szlovák volt.
1991-ben 2574 lakosából 1 magyar és 2548 szlovák volt.
2001-ben 2800 lakosából 2758 szlovák és 1 magyar volt.
2011-ben 3074 lakosából 2988 szlovák és 4 magyar volt.

## Nevezetességei
- A község modern római katolikus temploma 1994-ben épült.
- Kisszaniszló evangélikus temploma 1784-ben épült.
- Nagyszaniszló haranglába 1859-ben épült klasszicista stílusban.
- Kisszaniszló és Vágszállás haranglába 18. századi népi alkotás.
- Vágszállásnak egykor zsinagógája is volt, mely a II. világháborúban semmisült meg.

## Híres emberek
- Vágszálláson született 1766. április 10-én és hunyt el 1826. május 2-án Lipszky János katonatiszt, térképész, a magyar térképészet egyik meghatározó alakja.

## Lásd még
- Kisszaniszló
- Nagyszaniszló
- Rozvád
- Vágszállás